# Двестагодишният човек
 Тази статия е за разказа на Айзък Азимов.  За филма от 1999 година по разказа вижте Двестагодишен човек.  
„Двестагодишният човек“ е разказ от поредицата за роботи на Айзък Азимов. Историята служи за основа на разказа „Позитронен човек“ (1993), написана в съавторство с Робърт Силвърбърг и на филма от 1999 година „Двестагодишен човек“ с участието на Робин Уилямс.
Разказът официално е написан за американската двестагодишнина през 1976. Азимов е сред писателите, поканени да напишат история по фразата „двестагодишният човек“, която те могат да интерпретират, както решат. Замисълът е разказите да бъдат публикувани като антология, но това не се случва. Вместо това „Двестагодишният човек“ става част от кратката колекция на Азимов „Двестагодишният човек и други разкази“.